# 애니팡 사천성
《애니팡 사천성》(어도비 플래시 버전은 《애니사천성》)은 위메이드플레이가 만든 사천성 게임이다. 주어진 맵을 최대 두 번 꺾이는 타일 2개를 눌러 없애면 된다. 2014년 11월 30일에는 데스크톱 앱 서비스에서 종료한다.

## 사천성 월드
스테이지의 주어진 맵을 제한 시간 안에 클리어하면 되며, 클리어 시간에 따라 별을 3개까지 획득하게 된다. 연속으로 10콤보를 할 때마다, 또는 아이템을 사용해 스피드 포크로 꺾이는 횟수와 상관없이 임의 타일을 선택하여 없앨 수 있다(열쇠 제외). 숫자가 있는 경우 숫자 순서대로 타일을 깨야 한다. 플레이 횟수 제한으로 15분에 1개씩 최대 5개까지 딸기가 주어진다. 일정 스테이지를 플레이하고 나서는 3명의 친구로부터 열쇠를 요청해야 하거나, 3일-2일-2일 동안 기다려서 동물 친구로부터 열쇠를 받아야 다음 스테이지를 플레이할 수 있다. 시즌 2가 되면서 생긴 플레이 방식이다. 보스 모드에서는 멧투와 대결하여 이겨야 클리어할 수 있다. 멧투를 꺾으면 최대 3개의 열쇠를 얻어 대기시간 없이 바로 올라갈 수 있다. 이것도저것도 귀찮으면 페리를 사용하면 된다.

## 랭킹 플레이
제한 시간 1분 안에 타일을 없애서 획득한 점수로 1주일마다 순위를 겨루는 플레이 방식이다. 다른 사천성 게임와는 달리 연속으로 5콤보를 할 때마다 스피드 포크로 꺾이는 횟수와 상관없이 임의 타일을 선택하여 없앨 수 있다. 일정한 게이지가 차게 되면 핑키 폭탄이 나타나고 핑키 폭탄을 누르면 타일 4개를 없앨 수 있다. 모든 타일을 없애면 보너스 점수를 얻고 나서 다음 맵이 나타난다. 콤보를 계속하면 누적 점수가 많이 올라간다. 애니팡처럼 게임을 하기 위해서는 하트가 필요하며 8분에 1개씩 최대 5개까지 하트가 주어진다. 스피드 포크는 환경 설정에서 설정하거나 해제할 수 있다.

### 아이템
- 시간 보너스: 시간이 5초 연장된다. 시간 연장은 제한 시간 60초가 끝나고 연장된다. (30코인, 친구 초대를 20명 하면 생긴다. 월드모드는 2개에 700코인)
- 패 제거: 폭탄이 패를 더 많이 제거할 수 있도록 한다. (25코인, 5레벨이 되면 생긴다.)
- 두 번 패섞기: 패섞기를 기본 1번에서 2번 사용할 수 있다. 패섞기는 패섞기 버튼을 누르면 타일이 무작위로 섞여진다. (35코인, 애니팡을 10번 플레이하면 생긴다.)
- 이지 콤보:콤보를 쉽게 할 수 있다.(40코인)
- 이지 모드:같은 패가 많이 등장하게 한다.(랭킹모드 55코인, 월드모드 20페리에 2개)
- 힌트 크레용:5초간 패를 맞히지 못하는 경우 맞힐 수 있는 패를 알려준다.(16페리에 2개)

그 외에 아이템 슬롯을 1개 구입하여 기존 2개에서 3개 사용할 수 있다. (900코인)

## 같이 보기
- 애니팡
- 애니팡2
- 애니팡3